# لا تتدخل فيما لا يعنيك

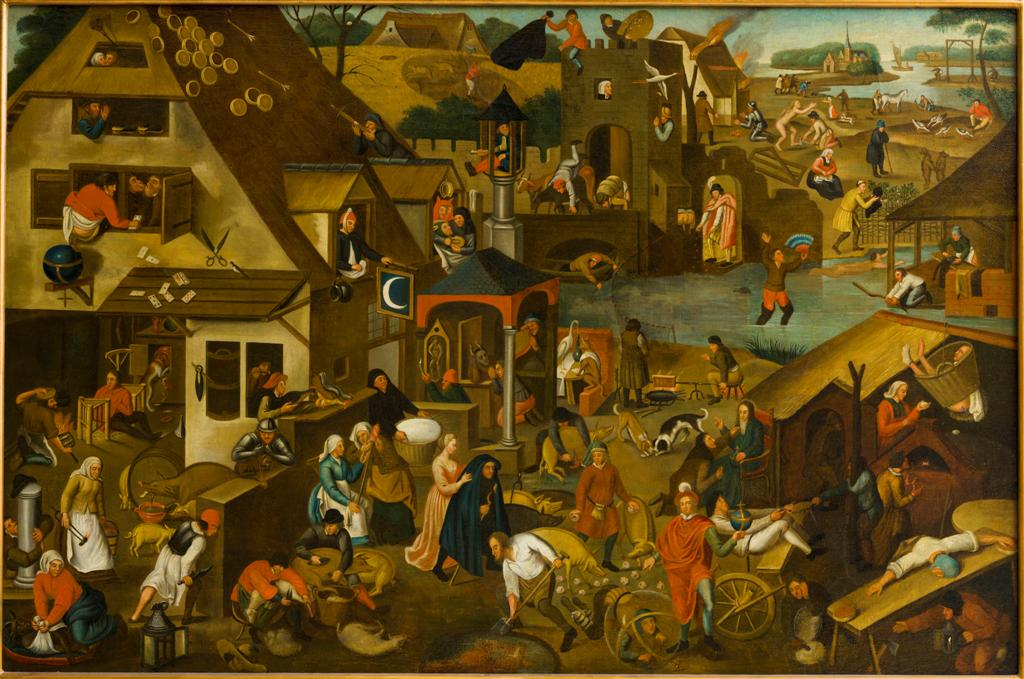

لا تتدخل فيما لا يعنيك هو مثل انجليزي شائع والذي يعني احترام خصوصية الآخرين، ويُلزَم على الشخص حال سماعه التوقف عن التدخل في شؤون ليست لهم أو لا تعنيهم، وسياق استخدامها عادة ما يستخدم لحجة أو لوضع حد أو رفض أو تجاهل أو تثبيط تدخلات الآخرين أو تعليقاتهم، واختصارها في الإنجليزي هو (MYOP).

## الأصل
معظم علماء الدين المسيحيون المعاصرون لا يؤمنون في ان عبارة «لا تتدخل فيما لا يعنيك» مشتقه اشتقاق مباشر من التوراة، [ تحتاج إلى اثبات] وبالرغم من هذا يظهر شيء مشابه في التوراة حينما يخبر سانت بول كنيسة تسالونيكي عن جدوى الحياة تحت توجيهاته كطريقة للحياة المسيحية (تسالونيكي الأولى 4:11), فالعبارة اليونانية (πράσσειν τὰ ἴδια) والتي تترجم «تصرف بنفسك أو دبر أمورك».
أولى العملات والتي تم سكها بموجب قانون العملات في الولايات المتحدة عام 1792, والتي نقش عليها هذه الكلمات «لا تتدخل فيما لا يعنيك» في أحد اوجهها.

## القرن العشرين
في عام 1930، ظهر قول في نسخته العامية «اهتم بشمع العسل الخاص بك» والتي عنيت لتخفيف قوة الرد. يقول مأصلوا الكلمات ان هذا التعبير استخدم في فترة الاستعمار عندما كانت النساء يجلسن بجوار موقد النار ويصنعن الشمع معا، وبالرغم من هذا توجد العديد من النظريات الأخرى.
وفي قصة للخيال العلمي الكلاسيكي «وهناك لم يكن هناك شيء» واختصر المؤلف ايرك فرانك راسل «لا تتدخل فيما لا يعنيك» إلى "MYOB" أو "Myob", والتي بدورها استخدمت كنموذج من أشكال العصيان المدني على كوكب عصابات قاند الأحرار، وقد دمجت قصة راسل القصيرة هذه لاحقا إلى روايته الانفجار العظيم عام 1962.

## روابط خارجية
- Theidioms.com, Origins of common sayings - Mind Your Own Beeswax
- Abelard.org, And Then There Were None (relevant excerpt of The Great Explosion)